# کیوچنک
کیوچنک (به لهستانی:  Kiełczynek) یک منطقهٔ مسکونی در لهستان است که در گمینا کشانژ ویلکوپولسکی واقع شده‌است.
 کیوچنک  ۳۲۶ نفر جمعیت دارد و ۷۰ متر بالاتر از سطح دریا واقع شده‌است.